# Fornet de la Soca
Fornet de la Soca, antic Forn des Teatre, està situat a la plaça de Weyler, núm. 9, de Palma, Mallorca. El nom és agafat d’un conte infantil que Tomeu Arbona i María José contaven al seus dos fills. És un forn que no sols despatxa productes de qualitat, sinó que també és un espai d’investigació, recuperació i promoció de la gastronomia mallorquina. Moltes de les receptes són recuperads de convents i altres en receptaris particulars.

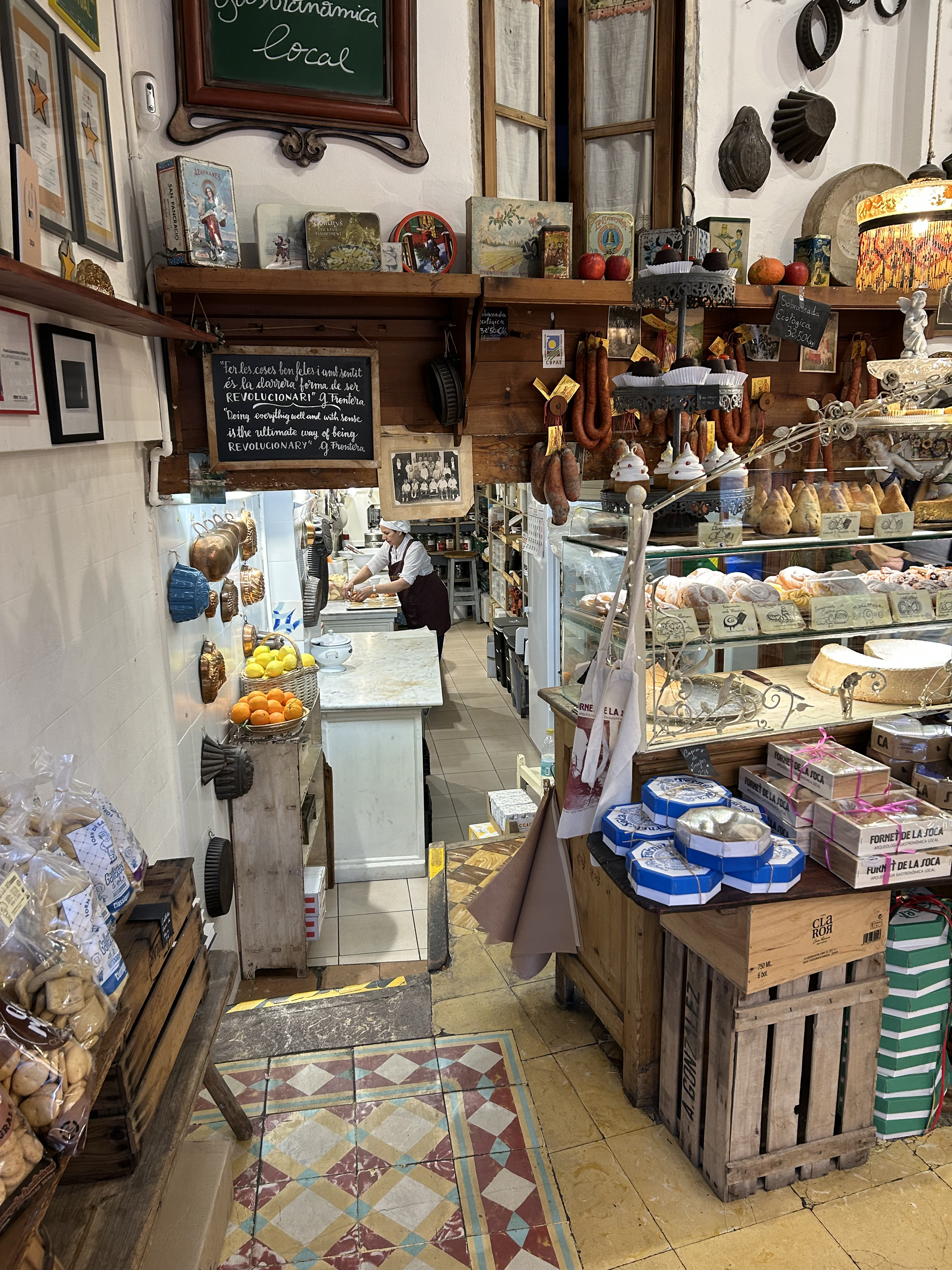
Interior del Fornet de la Soca

Cada dia fan cinc classes de pans diferents amb diferents farines mallorquines que han recuperat del passat. Farines com el blat vestit i el blat de xeixa. Els seus pans estan inclosos entre els millors del país a la Ruta del Buen Pan d'Espanya. També, hi podem trobar el coixins imperials, pastissos elaborats antigament per les monges de la Concepció, els canyalons (pasta farcida de crema casolana), entrunyellada (ensaïmada trenada), panades de quaresma de carxofa (originals de la possessió de Son Tei, a prop del puig de Sant Nofre, entre els municipis de Sant Joan i Sineu, Mallorca) o les pandes dels ermitans de Valldemossa, que duen bacallà i verdures.
Cal destacar que entre les especialitats del Fornet de la Soca destaquen els pastelons medievals, peces de rebosteria religiosa, dolços àrabs i jueus, preparacions populars i elaboracions pròpies dels casals nobles de l'illa. Tomeu Arbona conta que els seu recorreguts van començar amb un receptari del segle XVIII del frare agustí Fray Jaume Martí; posteriorment, va ampliar la recerca amb altres manuscrits procedents de cases senyorials. Més endavant, va trobar un estudi fet per l’arxiduc Lluís Salvador, que va viure a Mallorca durant el segle XIX.

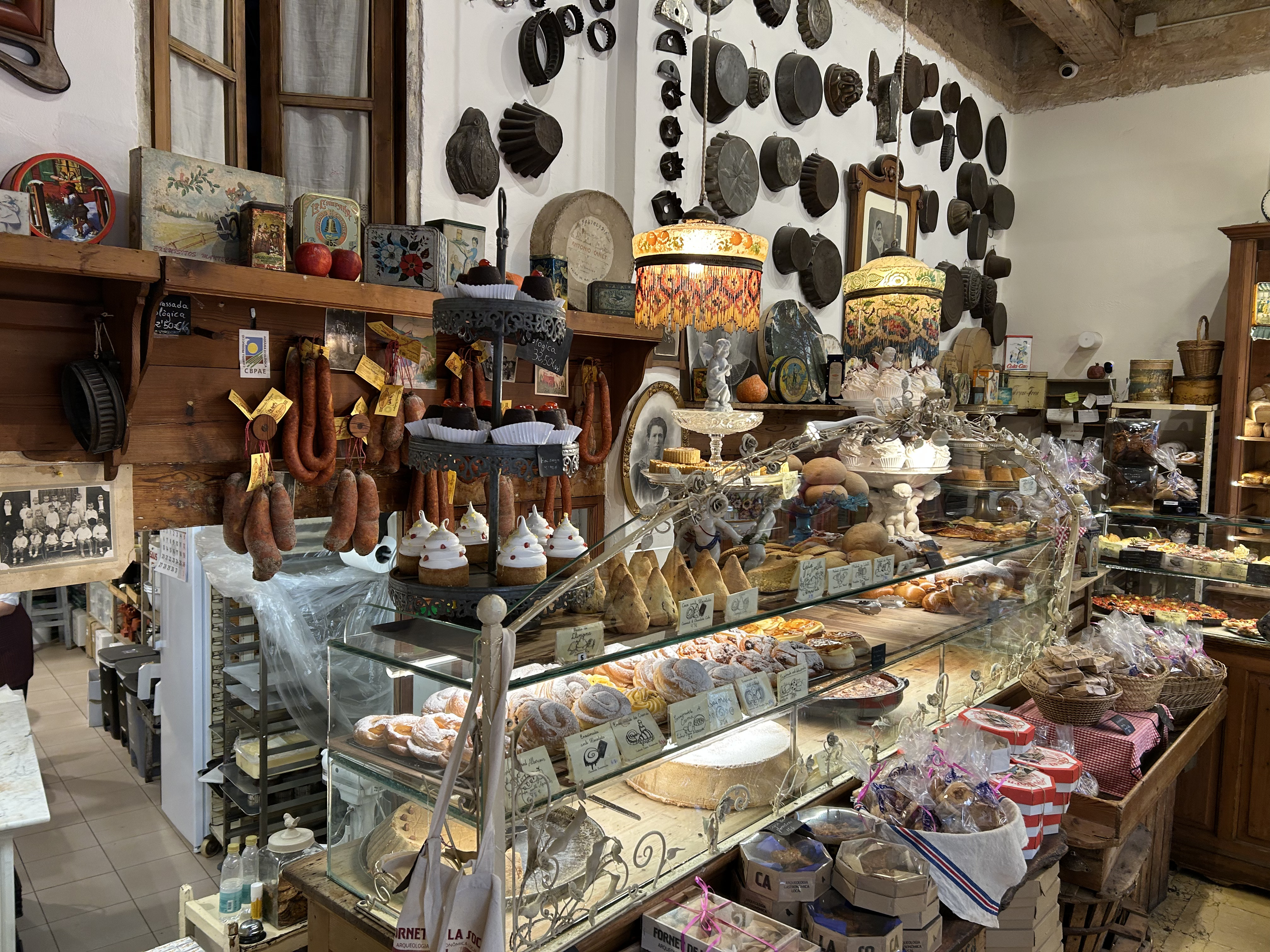
Taulell del Fornet de la Soca

L’any 2010, al carrer de Sant Jaume, es va obrir el primer establiment de Tomeu Arbona i María José Orero. Anys després, al 2014, com necessitàven un lloc més gran, es varen traslladar al forn de Sa Llotgeta. Al final, quatre anys més tard, es varen instal·lar a l’antic Forn des Teatre, un dels forns més coneguts i antics de la ciutat que existia des del 1916. I el 2020 varen inaugurar una segona botiga a Can Corbella, edifici neomudejar, exemple del modernisme mallorquí.
Es troba en un edifici del segle XIX que conserva la façana de fusta modernista, en què  destaca un drac alat central. També, conserva l’antic nom del forn i el nom Jaume Alemany, fundador del local.
El 24 de juliol de 2024 (resolució núm. 7460, Ajuntament de Palma) el manté com a Comerç Emblemàtic (categoria 1A) en l'aprovació del Catàleg d'establiments emblemàtics de 2024.